# Listă de filme franceze din 1912
Aceasta este o listă de filme franceze din 1912:
| Titlu                            | Regizor            | Actori                         | Gen                     | Note |
| -------------------------------- | ------------------ | ------------------------------ | ----------------------- | ---- |
| Absalon                          |                    |                                |                         |      |
| L'Accident                       |                    |                                |                         |      |
| L'Affaire du collier de la reine |                    |                                |                         |      |
| L'Agence Cacahouète              |                    |                                |                         |      |
| Agénor et la main qui vole       |                    |                                |                         |      |
| Agénor le bien-aimé              |                    |                                |                         |      |
| Alerte!                          |                    |                                |                         |      |
| Les Allumettes fantaisistes      |                    |                                |                         |      |
| L'Amazone masquée                |                    |                                |                         |      |
| L'Ambitieuse                     |                    |                                |                         |      |
| La hantise                       | Louis Feuillade    | Renée Carl, René Navarre       |                         |      |
| Les Amis de la mort              |                    |                                |                         |      |
| Amour d'automne                  |                    |                                |                         |      |
| Les Amours de la reine Élisabeth | Henri Desfontaines | Sarah Bernhardt, Lou Tellegen  |                         |      |
| Le Roman de Max                  | Max Linder         | Max Linder, Lucy d'Orbel       | Romantic comedy/fantasy |      |
| Marie Tudor                      | Albert Capellani   | Jeanne Delvair, Paul Capellani | Historical              |      |